# Монтехо-де-Аревало
Монтехо-де-Аревало (ісп. Montejo de Arévalo) — муніципалітет в Іспанії, у складі автономної спільноти Кастилія-і-Леон, у провінції Сеговія. Населення — 231 особа (2010).
Муніципалітет розташований на відстані близько 110 км на північний захід від Мадрида, 49 км на північний захід від Сеговії.

## Демографія
Динаміка населення (INE ):